# 2013 w muzyce
Wydarzenia muzyczne w 2013 roku.

## Wydarzenia

### Założone zespoły muzyczne
- GAN – zespół muzyczny ze Szczecina grający rockową muzykę patriotyczną i tożsamościową
- Pozytywka – zespół muzyczny z Krakowa grający rockową muzykę patriotyczną i tożsamościową

### Koncerty
- 2 lutego – Benny Golson, Bielsko Biała (w ramach Lotos Jazz Festival – 15. Bielskiej Zadymki Jazzowej)[1]
- 13 lutego – Slash, Katowice, Spodek[2]
- 16 marca – Chris Botti, Gdynia Arena[3]
- 25 marca – Justin Bieber, Łódź, Atlas Arena[4]
- Koncerty Helloween[5]:
  - 26 marca, Kraków, ACK Klub Studio
  - 27 marca, Warszawa, Klub „Stodoła”
- 20 kwietnia – Ellie Goulding, Warszawa, Klub „Stodoła”[6]
- 8 maja – Mark Knopfler, Łódź, Atlas Arena[7]
- 25 maja – Beyoncé, Warszawa, Stadion Narodowy (w ramach Orange Warsaw Festival)[8]
- 26 maja – Cypress Hill, The Offspring i Fatboy Slim, Warszawa, Stadion Narodowy (w ramach Orange Warsaw Festival)[9]
- 2 czerwca – Lana Del Rey, Warszawa, Torwar[10]
- Koncerty Dead Can Dance[11]:
  - 11 czerwca, Wrocław, Hala Stulecia
  - 12 czerwca, Sopot, Opera Leśna
  - 13 czerwca, Zabrze, Dom Muzyki i Tańca
- 18 czerwca – Green Day, Łódź, Atlas Arena[12]
- 19 czerwca – Bon Jovi, Gdańsk, PGE Arena[13]
- 22 czerwca – Paul McCartney, Warszawa, Stadion Narodowy[14]
- 28 czerwca – Kraftwerk, Poznań, Stara Gazownia (w ramach Malta Festival Poznań)[15]
- 29 czerwca – Sting, Oświęcim, Stadion Miejski (w ramach Life Festival Oświęcim)[16]
- 30 czerwca – Alicia Keys, Poznań, Stadion Miejski[17]
- 7 lipca – Rihanna, Gdynia (w ramach Open’er Festival)[18]
- 13 lipca – Shaggy, Płock (w ramach Reggaeland)[19]
- 13 lipca – 31 sierpnia – Męskie Granie, Kraków, Chorzów, Wrocław, Gdańsk, Poznań, Warszawa, Żywiec[20]
- 19 lipca – Leonard Cohen, Łódź, Atlas Arena[21]
- 25 lipca – Depeche Mode, Warszawa, Stadion Narodowy[22]
- 30 lipca – Deep Purple, Wrocław, Hala Stulecia[23]
- 20 sierpnia – Roger Waters, Warszawa, Stadion Narodowy[24]
- 14 września – Rod Stewart, Rybnik, Stadion Miejski[25]
- 8 listopada – Randy Crawford, Warszawa, Sala Kongresowa[26]

### Festiwale
- 26–28 kwietnia – Siesta Festival, Gdańsk[27]
- 16–19 maja – XVI Festiwal Muzyki Folkowej Polskiego Radia „Nowa Tradycja”, Warszawa[28]
- 17–25 maja – 52. Festiwal Muzyczny w Łańcucie[29]
- 25–26 maja – Orange Warsaw Festival, Warszawa, Stadion Narodowy[30]
- 4-5 czerwca – Impact Festival, Warszawa, Lotnisko Bemowo[31]
- 7–9 czerwca – XI Sopot TOPtrendy Festiwal, Sopot, Opera Leśna
- 14–16 czerwca – L Krajowy Festiwal Piosenki Polskiej, Opole, Amfiteatr Tysiąclecia
- 26–29 czerwca – Life Festival Oświęcim[32]
- 3–6 lipca – Open’er Festival, Gdynia[33]
- 19–21 lipca – Festiwal w Jarocinie[34]
- 1–3 sierpnia – Przystanek Woodstock, Kostrzyn nad Odrą[35]
- 2–10 sierpnia – 68. Międzynarodowy Festiwal Chopinowski w Dusznikach-Zdroju[36]
- 16–17 sierpnia – XXV edycja festiwalu „Gitarą i piórem”, Karpacz[37]
- 22–25 sierpnia – Cieszanów Rock Festiwal[38]
- 23–24 sierpnia – 48. Sopot Top of the Top Festival, Sopot, Opera Leśna
- 25–26 października – Soundedit ’13, Łódź[39]

## Urodzili się
- 27 stycznia – Betsy, rosyjska piosenkarka i blogerka
- 4 maja – Maya Neelakantan, indyjska gitarzystka
- 11 czerwca – Andria Putkaradze, gruziński piosenkarz
- 15 czerwca – North West, amerykańska piosenkarka i aktorka, córka Kim Kardashian i Kanye Westa

## Zmarli
- 1 stycznia
  - Patti Page – amerykańska piosenkarka pop i country (ur. 1927)[40]
- 3 stycznia
  - M.S. Gopalakrishnan – hinduski skrzypek (ur. 1931)[41]
  - Valerio Negrini – włoski kompozytor i autor tekstów (ur. 1946)[42]
- 4 stycznia
  - Şenay Yüzbaşıoğlu – turecka piosenkarka (ur. 1951)[43]
- 5 stycznia
  - Sybil Michelow – brytyjska śpiewaczka (ur. 1925)[44]
- 6 stycznia
  - Bart Van den Bossche – belgijsko-flamandzki piosenkarz, aktor, prezenter telewizyjny i radiowy (ur. 1964)[45]
- 8 stycznia
  - Tandyn Almer – amerykański muzyk, kompozytor, autor tekstów i producent muzyczny (ur. 1942)[46]
- 10 stycznia
  - Christel Adelaar – holenderska piosenkarka i aktorka (ur. 1935)[47]
  - George Gruntz – szwajcarski pianista jazzowy, organista, klawesynista, keyboardzista i kompozytor (ur. 1932)[48]
  - Jarema Klich – polski gitarzysta klasyczny (ur. 1968)[49]
- 13 stycznia
  - Joseph Eger – amerykański dyrygent i waltornista (ur. 1920)[50]
- 17 stycznia
  - Claude Black – amerykański pianista jazzowy (ur. 1933)[51]
  - Sophiya Haque – brytyjska aktorka, piosenkarka i tancerka (ur. 1971)[52]
  - Marian Klaus – polski muzyk, kompozytor, nauczyciel, stroiciel fortepianów i akordeonów (ur. 1926)[53]
  - Nic Potter – brytyjski muzyk rockowy, basista grupy Van der Graaf Generator (ur. 1951)[54]
  - Lizbeth Webb – angielska sopranistka i aktorka (ur. 1926)[55]
- 20 stycznia
  - Stephen Simon – amerykański dyrygent (ur. 1937)[56]
- 21 stycznia
  - János Kőrössy – rumuński pianista oraz kompozytor jazzowy pochodzenia węgierskiego (ur. 1926)[57]
- 25 stycznia
  - Normand Corbeil – kanadyjski kompozytor, autor ścieżki dźwiękowej do gry Heavy Rain (ur. 1956)[58]
- 26 stycznia
  - Leroy Bonner – amerykański piosenkarz i gitarzysta, członek grupy Ohio Players (ur. 1943)[59]
- 29 stycznia
  - Butch Morris – amerykański kornecista jazzowy, kompozytor i dyrygent (ur. 1947)[60]
  - Stanisław Suchecki – polski puzonista jazzowy (ur. 1943)[61]
- 30 stycznia
  - Patty Andrews – amerykańska piosenkarka, znana z trio The Andrews Sisters (ur. 1918)[62]
  - Ann Rabson – amerykańska pianistka i gitarzystka bluesowa, współzałożycielka Saffire – The Uppity Blues Women (ur. 1945)[63]
- 31 stycznia
  - Rudolf Dašek – czeski gitarzysta jazzowy (ur. 1933)[64]
- 1 lutego
  - Cecil Womack – amerykański piosenkarz R&B (ur. 1947)[65]
- 3 lutego
  - Oskar Fielcman – rosyjski kompozytor muzyki filmowej (ur. 1921)[66]
- 4 lutego
  - Donald Byrd – amerykański trębacz jazzowy (ur. 1932)[67]
  - Pat Halcox – angielski trębacz jazzowy (ur. 1930)[68]
  - Alva Lewis – jamajski gitarzysta i wokalista reggae (ur. 1949)[69]
  - Reg Presley – brytyjski muzyk rockowy, wokalista, członek grupy The Troggs (ur. 1941)[70]
- 5 lutego
  - Egil Hovland – norweski kompozytor (ur. 1924)[71]
- 6 lutego
  - Mo-Do – włoski muzyk znany z przeboju „Einz, Zwei, Polizei” (ur. 1966)[72]
  - Jan Pluta – polski muzyk, perkusista grupy Kombi (ur. 1953)[73]
- 7 lutego
  - Paul Tanner – amerykański puzonista, muzyk Glenn Miller Orchestra (ur. 1917)[74]
- 8 lutego
  - James DePreist – amerykański dyrygent (ur. 1936)[75]
- 9 lutego
  - Katharina Wolpe – brytyjska pianistka (ur. 1931)[76]
- 14 lutego
  - Tim Dog – amerykański raper (ur. 1967)[77]
  - Goldie Harvey – nigeryjska piosenkarka (ur. 1983)[78]
  - Mark Kamins – amerykański producent muzyczny, DJ (ur. 1955)[79]
  - Shadow Morton – amerykański producent muzyczny, autor tekstów piosenek (ur. 1940)[80]
- 15 lutego
  - Antonín Kohout – czeski wiolonczelista (ur. 1919)[81]
- 16 lutego
  - John Ayldon – angielski śpiewak operowy (ur. 1943)[82]
  - Eric Ericson, szwedzki dyrygent chóralny i pedagog (ur. 1918)[83]
  - Tony Sheridan – angielski muzyk, gitarzysta rock and rollowy (ur. 1940)[84]
- 17 lutego
  - Mindy McCready – amerykańska piosenkarka country (ur. 1975)[85]
- 18 lutego
  - Kevin Ayers – angielski muzyk, gitarzysta, współzałożyciel rockowej grupy Soft Machine (ur. 1944)[86]
  - Damon Harris – afroamerykański piosenkarz R&B, pop i soul, muzyk grupy The Temptations (ur. 1950)[87]
  - Matt Mattox – amerykański tancerz jazzowy i baletowy (ur. 1921)[88]
- 20 lutego
  - Igor Anisimow – rosyjski muzyk, klawiszowiec grupy Łaskowyj Maj znanej z przeboju „Biełyje Rozy” (ur. 1973)[89]
  - Ewa Stengl – polska śpiewaczka operowa i operetkowa, sopran (ur. 1940)[90]
- 21 lutego
  - Magic Slim – amerykański gitarzysta i wokalista bluesowy (ur. 1937)[91]
  - Cleotha Staples – amerykańska piosenkarka gospel, soul i R&B, wokalistka grupy The Staple Singers (ur. 1934)[92]
- 22 lutego
  - Ava June – angielska śpiewaczka operowa (sopran) (ur. 1931)[93]
  - Wolfgang Sawallisch – niemiecki dyrygent i pianista (ur. 1923)[94]
- 25 lutego
  - John Kalinowski – brytyjski menadżer muzyczny (ur. 1946)[95]
  - Cezary Kamienkow – polski muzyk rockowy, basista, autor tekstów (ur. 1962)[96]
  - Dan Toler – amerykański muzyk, gitarzysta grupy The Allman Brothers Band (ur. 1948)[97]
- 26 lutego
  - Marie-Claire Alain – francuska organistka, pedagog (ur. 1926)[98]
- 27 lutego
  - Jaroslav Celba – czeski gitarzysta jazzowy i kompozytor, autor muzyki do filmów animowanych i seriali (ur. 1924)[99]
  - Van Cliburn – amerykański pianista (ur. 1934)[100]
  - Richard Street – amerykański muzyk, członek grupy The Temptations (ur. 1942)[101]
- 28 lutego
  - Armando Trovajoli – włoski kompozytor muzyki filmowej (ur. 1917)[102]
- 1 marca
  - Magic – amerykański raper (ur. 1975)[103]
  - Rafael Puyana – kolumbijski klawesynista (ur. 1931)[104]
- 3 marca
  - Müslüm Gürses – turecki piosenkarz i aktor (ur. 1953)[105]
  - Bobby Rogers – amerykański piosenkarz soulowy (ur. 1940)[106]
- 4 marca
  - Fran Warren – amerykańska piosenkarka (ur. 1926)[107]
- 6 marca
  - Stompin’ Tom Connors – kanadyjski piosenkarz country i folk, kompozytor (ur. 1936)[108]
  - Alvin Lee – brytyjski gitarzysta i wokalista bluesrockowy, muzyk grupy Ten Years After (ur. 1944)[109]
- 7 marca
  - Kenny Ball – angielski trębacz jazzowy (ur. 1930)[110]
  - Peter Banks – brytyjski muzyk, gitarzysta grupy Yes (ur. 1947)[111]
- 8 marca
  - Kai Pahlman – fiński piłkarz, aktor, kompozytor i pianista (ur. 1935)[112]
- 9 marca
  - Rune Carlsson – szwedzki perkusista jazzowy, muzyk zespołu Komeda Quintet (ur. 1940)[113]
- 11 marca
  - László Bódi – węgierski wokalista, kompozytor, autor tekstów, współzałożyciel grupy Republic (ur. 1965)[114]
- 12 marca
  - Clive Burr – angielski muzyk rockowy, perkusista grupy Iron Maiden (ur. 1957)[115]
- 14 marca
  - Edward Bland – amerykański kompozytor jazzowy (ur. 1926)[116]
  - Jack Greene – amerykański piosenkarz country (ur. 1930)[117]
- 15 marca
  - Terry Lightfoot – brytyjski klarnecista jazzowy (ur. 1935)[118]
- 16 marca
  - Jason Molina – amerykański wokalista, gitarzysta, kompozytor i autor tekstów (ur. 1973)[119]
  - Bobbie Smith – amerykański piosenkarz rhythm and bluesowy, muzyk grupy The Spinners (ur. 1936)[120]
- 17 marca
  - Oksana Hożaj – ukraińska piosenkarka (ur. 1965)[121]
- 20 marca
  - Risë Stevens – amerykańska śpiewaczka operowa (ur. 1913)[122]
- 22 marca
  - Bebo Valdés – kubański pianista, kompozytor (ur. 1918)[123]
  - Derek Watkins – angielski trębacz jazzowy (ur. 1945)[124]
- 24 marca
  - Deke Richards – amerykański kompozytor, producent muzyczny wytwórni Motown (ur. 1944)[125]
- 25 marca
  - Lawrence McKiver – afroamerykański muzyk folkowy (ur. 1915)[126]
- 28 marca
  - Hugh McCracken – amerykański gitarzysta i harmonijkarz sesyjny, aranżer, producent (ur. 1942)[127]
  - Robert Zildjian – amerykański przedsiębiorca, producent talerzy perkusyjnych marki Sabian (ur. 1923)[128]
- 29 marca
  - Enzo Jannacci – włoski piosenkarz i kompozytor (ur. 1935)[129]
- 30 marca
  - Phil Ramone – amerykański producent muzyczny, kompozytor, skrzypek (ur. 1934)[130]
- 1 kwietnia
  - David Burge – amerykański pianista, kompozytor (ur. 1930)[131]
- 3 kwietnia
  - Harry J – jamajski muzyk reggae, producent nagrań (ur. 1945)[132]
  - Robert Ward – amerykański kompozytor (ur. 1917)[133]
- 5 kwietnia
  - Terry Devon – brytyjska piosenkarka (ur. 1922)[134]
- 6 kwietnia
  - Sławomir Archangielski – polski basista metalowy, kompozytor, muzyk zespołów Hate, Saltus i Naumachia (ur. 1985)[135]
  - Don Shirley – amerykański pianista i kompozytor jazzowy (ur. 1927)[136]
- 7 kwietnia
  - Andy Johns – brytyjski inżynier dźwięku, producent muzyczny (ur. 1952)[137]
  - Dwike Mitchell – amerykański pianista (ur. 1930)[138]
  - Neil Smith – australijski muzyk rockowy, basista AC/DC w latach 1974–1975 (ur. 1953)[139]
- 8 kwietnia
  - Annette Funicello – amerykańska piosenkarka i aktorka (ur. 1942)[140]
- 9 kwietnia
  - Emilio Pericoli – włoski piosenkarz (ur. 1928)[141]
  - Romuald Żyliński – polski kompozytor (ur. 1923)[142]
- 10 kwietnia
  - Jimmy Dawkins – amerykański gitarzysta bluesowy (ur. 1936)[143]
- 11 kwietnia
  - Sue Draheim – amerykańska skrzypaczka (ur. 1949)[144]
  - Thomas Hemsley – angielski śpiewak operowy (ur. 1927)[145]
  - Maria Tallchief – amerykańska tancerka baletowa (ur. 1925)[146]
- 13 kwietnia
  - Chi Cheng – amerykański muzyk, basista grupy Deftones (ur. 1970)[147]
  - Stephen Dodgson – angielski kompozytor, prezenter radiowy (ur. 1924)[148]
  - Dean Drummond – amerykański kompozytor, aranżer, dyrygent (ur. 1949)[149]
  - Adolph Herseth – amerykański trębacz (ur. 1921)[150]
  - William Steck – amerykański skrzypek (ur. 1934)[151]
- 14 kwietnia
  - Colin Davis – angielski dyrygent (ur. 1927)[152]
  - George Jackson – amerykański piosenkarz soul, R&B i pop; twórca piosenek (ur. 1945)[153]
- 15 kwietnia
  - Jean-François Paillard, francuski dyrygent (ur. 1928)[154]
- 16 kwietnia
  - George Beverly Shea – amerykański piosenkarz gospel, kompozytor hymnów (ur. 1909)[155]
- 17 kwietnia
  - Bi Kidude – zanzibarska piosenkarka (ur. ok. 1910)[156]
- 18 kwietnia
  - Cordell Mosson – amerykański basista grupy Parliament-Funkadelic (ur. 1952)[157]
  - Storm Thorgerson – brytyjski artysta grafik, autor okładek płyt gramofonowych (ur. 1944)[158]
- 21 kwietnia
  - Chrissy Amphlett – australijska piosenkarka, wokalistka zespołu Divinyls (ur. 1959)[159]
- 22 kwietnia
  - Richie Havens – amerykański gitarzysta i piosenkarz folkowy (ur. 1941)[160]
- 23 kwietnia
  - Shamshad Begum – indyjska piosenkarka (ur. 1919)[161]
  - Bob Brozman – amerykański gitarzysta i etnomuzykolog (ur. 1954)[162]
- 25 kwietnia
  - Virginia Gibson – amerykańska tancerka, piosenkarka, aktorka (ur. 1925)[163]
- 26 kwietnia
  - George Jones – amerykański piosenkarz i autor utworów muzyki country (ur. 1931)[164]
- 28 kwietnia
  - János Starker – węgiersko-amerykański wiolonczelista (ur. 1924)[165]
- 29 kwietnia
  - John La Montaine – amerykański pianista, kompozytor (ur. 1920)[166]
- 1 maja
  - Chris Kelly – amerykański raper, muzyk duetu Kris Kross (ur. 1978)[167]
- 2 maja
  - Jeff Hanneman – amerykański gitarzysta, członek thrashmetalowej grupy Slayer (ur. 1964)[168]
- 3 maja
  - Cedric Brooks – jamajski saksofonista, członek grupy The Skatalites (ur. 1943)[169]
- 4 maja
  - Frederic Franklin – amerykański tancerz baletowy (ur. 1914)[170]
  - César Portillo de la Luz – kubański muzyk, autor tekstów, kompozytor (ur. 1922)[171]
- 6 maja
  - Steve Martland – angielski kompozytor (ur. 1959)[172]
- 7 maja
  - Peter Rauhofer – austriacki didżej (ur. 1965)[173]
  - Romanthony – amerykański disc jockey, producent i piosenkarz (ur. 1967)[174]
  - Olga Rusina – rosyjska pianistka, pedagog (ur. 1955)[175]
- 11 maja
  - Stephen Hyams – brytyjski wokalista, kompozytor, gitarzysta rockowy (ur. 1950)[176]
- 15 maja
  - Noelle Barker – brytyjska śpiewaczka operowa (ur. 1928)[177]
  - Marek Grzeszek – polski gitarzysta grupy Despair (ur. 1967)[178]
- 17 maja
  - Mack Emerman – amerykański muzyk, reżyser nagrań, założyciel Criteria Studios (ur. 1923)[179]
  - Harold Shapero – amerykański kompozytor (ur. 1920)[180]
- 18 maja
  - Marek Jackowski – polski muzyk rockowy, gitarzysta, kompozytor, aranżer; lider grupy Maanam (ur. 1946)[181]
  - Claramae Turner – amerykańska śpiewaczka operowa (ur. 1920)[182]
- 20 maja
  - Ray Manzarek – amerykański muzyk, klawiszowiec grupy The Doors (ur. 1939)[183]
- 21 maja
  - Trevor Bolder – angielski basista rockowy, muzyk grupy Uriah Heep (ur. 1950)[184]
- 22 maja
  - Henri Dutilleux – francuski kompozytor (ur. 1916)[185]
- 23 maja
  - Georges Moustaki – francuski piosenkarz i kompozytor włosko-grecko-żydowskiego pochodzenia (ur. 1934)[186]
  - Jadwiga Pietraszkiewicz – polska śpiewaczka operowa, profesor (ur. 1919)[187]
- 24 maja
  - Ed Shaughnessy – amerykański perkusista jazzowy (ur. 1929)[188]
- 25 maja
  - Marshall Lytle – amerykański muzyk rock and roll, znany ze współpracy z grupą Billa Haleya (ur. 1933)[189]
  - T.M. Soundararajan – indyjski wokalista podkładający głos w piosenkach filmowych, aktor (ur. 1922)[190]
- 26 maja
  - Clarence Burke Jr. – amerykański piosenkarz rhythm and bluesowy, muzyk grupy Five Stairsteps (ur. 1949)[191]
- 27 maja
  - Jean Bach – amerykańska dokumentalistka nominowana do Nagrody Akademii Filmowej, miłośniczka jazzu (ur. 1918)[192]
  - Little Tony – włoski piosenkarz (ur. 1941)[193]
- 29 maja
  - Mulgrew Miller – amerykański pianista jazzowy (ur. 1955)[194]
- 1 czerwca
  - Paul Olefsky – amerykański wiolonczelista, profesor (ur. 1926)[195]
- 2 czerwca
  - Mandawuy Yunupingu – australijski muzyk rockowy, piosenkarz i gitarzysta aborygeńskiej grupy Yothu Yindi (ur. 1956)[196]
- 3 czerwca
  - Arnold Eidus – amerykański skrzypek (ur. 1922)[197]
- 4 czerwca
  - Joey Covington – amerykański perkusista rockowy (ur. 1945)[198]
  - Marcin Szyszko – polski perkusista rockowy, muzyk grupy Wilki w latach 1992–2006 (ur. 1970)[199]
- 9 czerwca
  - Bruno Bartoletti – włoski dyrygent operowy (ur. 1926)[200]
- 11 czerwca
  - Johnny Smith – amerykański gitarzysta jazzowy (ur. 1922)[201]
- 12 czerwca
  - Fatai Rolling Dollar – nigeryjski gitarzysta, perkusjonista, wokalista i autor tekstów (ur. 1927)[202]
- 13 czerwca
  - Sam Most – amerykański flecista i saksofonista jazzowy (ur. 1930)[203]
- 14 czerwca
  - Hugh Maguire – irlandzki skrzypek (ur. 1926)[204]
- 15 czerwca
  - Roger LaVern – brytyjski muzyk rockowy, pianista grupy The Tornados (ur. 1937)[205]
  - Adam Pernal – polski pianista i kompozytor związany z kabaretem Potem (ur. 1963)[206]
  - David Wall – brytyjski tancerz baletowy (ur. 1946)[207]
- 16 czerwca
  - James Gibb – brytyjski pianista klasyczny (ur. 1918)[208]
  - Richard Marlow – angielski dyrygent chórów, organista, pedagog (ur. 1939)[209]
- 19 czerwca
  - Chet Flippo – amerykański dziennikarz i krytyk muzyczny (ur. 1943)[210]
  - Slim Whitman – amerykański piosenkarz i gitarzysta country (ur. 1923[211] lub 1924[212])
- 21 czerwca
  - Milorad Mišković – serbski tancerz i choreograf (ur. 1928)[213]
- 23 czerwca
  - Bobby Blue Bland – amerykański piosenkarz bluesowy (ur. 1930)[214]
  - Heidi Zink – niemiecka muzyk folkowa (ur. 1954)[215]
- 24 czerwca
  - Alan Myers – amerykański perkusista, muzyk grupy Devo (ur. 1954 lub 1955)[216]
- 28 czerwca
  - Silvi Vrait – estońska piosenkarka i nauczycielka muzyki (ur. 1951)[217]
- 29 czerwca
  - Paul Smith – amerykański pianista jazzowy (ur. 1922)[218]
- 1 lipca
  - Gary Shearston – australijski piosenkarz folkowy (ur. 1939)[219]
- 4 lipca
  - Chester Harriott – brytyjski pianista jazzowy pochodzący z Jamajki (ur. 1933)[220]
  - Bernie Nolan – irlandzka wokalistka znana z grupy The Nolans (ur. 1960)[221]
- 6 lipca
  - Marek Tracz – polski dyrygent i kierownik muzyczny Opery Wrocławskiej, rektor Akademii Muzycznej we Wrocławiu (ur. 1936)[222]
- 9 lipca
  - Jim Foglesong – amerykański muzyk country, producent muzyczny (ur. 1922)[223]
- 11 lipca
  - Johnny Smith – amerykański gitarzysta jazzowy (ur. 1922)[224]
  - John Whitworth – angielski śpiewak, pedagog (ur. 1921)[225]
- 13 lipca
  - Laurie Frink – amerykańska trębaczka jazzowa, pedagog (ur. 1951)[226]
  - Cory Monteith – kanadyjski aktor i piosenkarz (ur. 1982)[227]
- 15 lipca
  - Noël Lee – amerykański pianista klasyczny, kompozytor (ur. 1924)[228]
- 16 lipca
  - T-Model Ford – amerykański gitarzysta bluesowy (ur. ok. 1920)[229]
- 17 lipca
  - Jerzy Paweł Duda – polski twórca, wykonawca i popularyzator piosenek z kręgów tzw. piosenki turystycznej, poezji śpiewanej i studenckiej (ur. 1950)[230]
- 18 lipca
  - Alastair Donaldson – szkocki basista i multiinstrumentalista punkrockowy, muzyk grupy The Rezillos (ur. 1955)[231]
  - Carline Ray – amerykańska wokalistka i muzyk jazzowy (ur. 1925)[232]
- 20 lipca
  - Franco De Gemini – włoski muzyk, producent nagrań, kompozytor (ur. 1928)[233]
- 21 lipca
  - Page Morton Black – amerykańska piosenkarka kabaretowa (ur. 1915)[234]
- 24 lipca
  - Chiwoniso Maraire – zimbabweńska piosenkarka (ur. 1976)[235]
- 25 lipca
  - Steve Berrios – amerykański perkusista latin jazzowy (ur. 1945)[236]
  - Kongar-ol Ondar – rosyjski lutnista pochodzenia mongolskiego (ur. 1962)[237]
- 26 lipca
  - J.J. Cale – amerykański wokalista, gitarzysta, kompozytor, autor tekstów, producent muzyczny (ur. 1938)[238]
- 27 lipca
  - Mick Farren – angielski dziennikarz, pisarz, wokalista rockowy (ur. 1943)[239]
  - Richard Thomas – amerykański tancerz baletowy, solista (ur. 1925)[240]
- 28 lipca
  - Rita Reys – holenderska piosenkarka jazzowa (ur. 1924)[241]
- 29 lipca
  - Jacek Korczakowski – polski literat i autor tekstów piosenek, tłumacz, reżyser programów estradowych (ur. 1939)[242]
- 1 sierpnia
  - John Amis – brytyjski krytyk muzyczny (ur. 1922)[243]
- 2 sierpnia
  - Bagui Bouga – nigeryjski piosenkarz folkowy, muzyk grupy Etran Finatawa (ur. 1978)[244]
- 3 sierpnia
  - Lech Czerkas – polski śpiewak operowy (ur. 1938)[245]
- 4 sierpnia
  - Rifat Teqja – albański muzyk i dyrygent (ur. 1928)[246]
- 5 sierpnia
  - George Duke – amerykański muzyk jazzowy, pianista, kompozytor, wokalista i producent muzyczny (ur. 1946)[247]
- 7 sierpnia
  - Marilyn King – amerykańska piosenkarka, znana z grupy The King Sisters (ur. 1931)[248]
- 8 sierpnia
  - Jack Clement – amerykański muzyk country, piosenkarz, autor tekstów, producent muzyczny i filmowy (ur. 1931)[249]
  - Regina Resnik – amerykańska śpiewaczka operowa (ur. 1922)[250]
- 9 sierpnia
  - Eduardo Falú – argentyński gitarzysta i kompozytor (ur. 1923)[251]
  - Louis Killen – brytyjski piosenkarz folkowy (ur. 1934)[252]
- 10 sierpnia
  - Eydie Gormé – amerykańska piosenkarka pop (ur. 1928)[253]
  - Sakar Khan – hinduski muzyk folkowy (ur. 1938)[254]
- 13 sierpnia
  - Jon Brookes – angielski perkusista rockowy, muzyk grupy The Charlatans (ur. 1968)[255]
  - Tompall Glaser – amerykański piosenkarz country (ur. 1933)[256]
- 14 sierpnia
  - Allen Lanier – amerykański gitarzysta rockowy, kompozytor; muzyk grupy Blue Öyster Cult (ur. 1946)[257]
- 15 sierpnia
  - Jane Harvey – amerykańska piosenkarka jazzowa (ur. 1925)[258]
- 19 sierpnia
  - Cedar Walton – amerykański pianista i kompozytor jazzowy (ur. 1934)[259]
- 20 sierpnia
  - Richard Angas – angielski śpiewak operowy (ur. 1942)[260]
  - Marian McPartland – angielska pianistka i kompozytorka jazzowa (ur. 1918)[261]
  - Sathima Bea Benjamin – południowoafrykańska piosenkarka jazzowa (ur. 1936)[262]
- 21 sierpnia
  - Wanda Klimowicz – polska pianistka, akompaniatorka, korepetytorka Opery Warszawskiej (ur. 1915)[263]
- 22 sierpnia
  - Jetty Paerl – holenderska piosenkarka (ur. 1921)[264]
- 23 sierpnia
  - Jan Gaca – polski muzykant, skrzypek ludowy (ur. 1933)[265]
  - David Garrick – brytyjski piosenkarz (ur. 1945)[266]
  - Sergiusz Fabian Sawicki – polski gitarzysta i kompozytor rockowy, syn Katarzyny Sobczyk i Henryka Fabiana (ur. 1975)[267]
- 28 sierpnia
  - Murray Gershenz – amerykański aktor, kolekcjoner muzycznych nagrań (ur. 1922)[268]
- 30 sierpnia
  - Lotfi Mansouri – amerykański reżyser operowy (ur. 1929)[269]
- 2 września
  - Jarosław Śmietana – polski gitarzysta jazzowy (ur. 1951)[270]
- 5 września
  - Wiktor Gonczarow, radziecki i rosyjski dyrygent, chórmistrz, profesor (ur. 1951)[271]
- 7 września
  - Leslie Head – brytyjski dyrygent (ur. 1922)[272]
  - Ilja Hurník – czeski kompozytor i pianista (ur. 1922)[273]
  - Fred Katz – amerykański wiolonczelista i kompozytor (ur. 1919)[274]
- 11 września
  - Jimmy Fontana – włoski aktor, kompozytor, piosenkarz i autor piosenek (ur. 1934)[275]
  - Prince Jazzbo – jamajski muzyk reggae (ur. 1951)[276]
- 12 września
  - Ray Dolby – amerykański inżynier dźwięku, wynalazca systemu redukcji szumów Dolby NR (ur. 1933)[277]
  - Joan Regan – angielska piosenkarka (ur. 1928)[278]
  - Małgorzata Zwierzchowska – polska piosenkarka i flecistka (ur. 1961)[279]
- 13 września
  - Czesław Freund – polski dyrygent i chórmistrz, profesor sztuk muzycznych (ur. 1947)[280]
- 14 września
  - Ignacy Zyśk – polski (kurpiowski) muzyk ludowy, skrzypek (ur. 1919)
- 16 września
  - Jackie Lomax – brytyjski gitarzysta i piosenkarz (ur. 1944)[281]
- 17 września
  - Aleksandra Naumik – polsko-norweska piosenkarka (ur. 1949)[282]
  - Marvin Rainwater – amerykański piosenkarz country (ur. 1925)[283]
- 18 września
  - Lindsay Cooper – angielska kompozytorka, fagocistka, oboistka, saksofonistka (ur. 1951)[284]
  - Johnny Laboriel – meksykański piosenkarz (ur. 1942)[285]
  - Roger Pope – angielski perkusista znany z zespołu Eltona Johna (ur. 1947)[286]
- 25 września
  - Don Percival – brytyjski piosenkarz, producent muzyczny (ur. 1930)[287]
- 30 września
  - John Hopkins – australijski dyrygent (ur. 1927)[288]
  - Ramblin’ Tommy Scott – amerykański muzyk country (ur. 1917)[289]
- 4 października
  - Akira Miyoshi – japoński kompozytor (ur. 1933)[290]
  - Diana Nasution – indonezyjska piosenkarka (ur. 1958)[291]
- 8 października
  - Roger Best – angielski skrzypek (ur. 1936)[292]
  - Phil Chevron – irlandzki kompozytor piosenkarz, gitarzysta, kompozytor, muzyk grupy The Pogues (ur. 1957)[293]
- 10 października
  - Jan Kuehnemund – amerykańska wokalistka i gitarzystka rockowa, liderka grupy Vixen (ur. 1961)[294]
- 11 października
  - Wadi as-Safi – libański piosenkarz i kompozytor (ur. 1921)[295]
- 12 października
  - Wojciech Krolopp – polski dyrygent, kierowniki artystyczny Poznańskiego Chóru Chłopięcego (ur. 1945)[296]
- 13 października
  - Bob Greene – amerykański pianista jazzowy (ur. 1922)[297]
  - Tommy Whittle – angielski saksofonista jazzowy (ur. 1926)[298]
- 15 października
  - Jerzy Gaczek, polski pianista, kompozytor, dyrygent i pedagog (ur. 1910)[299]
  - Gloria Lynne – amerykańska piosenkarka jazzowa (ur. 1929)[300]
- 18 października
  - Roland Janes – amerykański gitarzysta rockabilly, producent muzyczny (ur. 1933)[301]
- 19 października
  - Ronald Shannon Jackson – amerykański perkusista jazzowy (ur. 1940)[302]
- 20 października
  - Noel Harrison – brytyjski piosenkarz, aktor, narciarz, olimpijczyk (ur. 1934)[303]
- 21 października
  - Gianni Ferrio – włoski kompozytor i dyrygent (ur. 1924)[304]
  - Piotr Orawski – polski dziennikarz radiowy, muzykolog, pedagog, autor książek o muzyce (ur. 1962)[305]
- 23 października
  - Gypie Mayo – brytyjski gitarzysta rockowy i autor piosenek (ur. 1951)[306]
- 24 października
  - Manna Dey – indyjski piosenkarz (ur. 1919)[307]
  - Manolo Escobar – hiszpański piosenkarz (ur. 1931)[308]
- 27 października
  - Vinko Coce – chorwacki śpiewak operowy (ur. 1954)[309]
  - Lou Reed – amerykański muzyk rockowy, lider grupy The Velvet Underground (ur. 1942)[310]
- 30 października
  - Pete Haycock – brytyjski gitarzysta rockowy, wokalista, kompozytor, muzyk grupy Climax Blues Band (ur. 1951)[311]
  - Frank Wess – amerykański saksofonista jazzowy i flecista (ur. 1922)[312]
- 31 października
  - Bobby Parker – amerykański gitarzysta blues rockowy (ur. 1937)[313]
- 2 listopada
  - Jack Alexander – szkocki piosenkarz i pianista, znany z zespołu country folkowego The Alexander Brothers (ur. 1935)[314]
  - Kermit Moore – amerykański wiolonczelista, dyrygent i kompozytor (ur. 1929)[315]
- 3 listopada
  - Austin John Marshall – angielski producent muzyczny, autor tekstów, poeta i rysownik (ur. 1937)[316]
  - Bernard Roberts – angielski pianista klasyczny (ur. 1933)[317]
- 6 listopada
  - Guillermina Bravo – meksykańska tancerka, choreograf i dyrektor baletu (ur. 1920)[318]
  - Cheb i Sabbah – amerykański DJ i producent muzyczny (ur. 1947)[319]
- 8 listopada
  - Chiyoko Shimakura – japońska piosenkarka i aktorka (ur. 1938)[320]
- 9 listopada
  - Kalaparusha Maurice McIntyre – amerykański saksofonista tenorowy (ur. 1936)[321]
- 12 listopada
  - John Tavener – angielski kompozytor muzyki poważnej (ur. 1944)[322]
- 17 listopada
  - Janusz Muszyński – polski dyrygent, śpiewak, animator życia muzycznego (ur. 1947)[323]
- 21 listopada
  - Bernard Parmegiani – francuski kompozytor tworzący muzykę elektroniczną oraz akusmatyczną (ur. 1927)[324]
  - Conrad Susa – amerykański kompozytor operowy (ur. 1935)[325]
- 25 listopada
  - Bob Day – brytyjski piosenkarz, muzyk duetu The Allisons (ur. 1941)[326]
  - Oralia Domínguez – meksykańska śpiewaczka operowa (mezzosopran) (ur. 1925)[327]
  - Chico Hamilton – amerykański perkusista jazzowy (ur. 1921)[328]
- 26 listopada
  - Arik Einstein – izraelski piosenkarz i autor piosenek (ur. 1939)[329]
- 29 listopada
  - Oliver Cheatham – amerykański piosenkarz soulowy (ur. 1948)[330]
  - Dick Dodd – amerykański wokalista, lider rockowej grupy The Standells (ur. 1945)[331]
- 30 listopada
  - Tabu Ley Rochereau – kongijski muzyk ludowy (ur. 1937)[332]
- 1 grudnia
  - Richard Coughlan – brytyjski perkusista rockowy, muzyk grupy Caravan (ur. 1947)[333]
- 2 grudnia
  - Junior Murvin – jamajski muzyk reggae (ur. 1946)[334]
- 3 grudnia
  - Rafał Włoczewski – polski muzyk punkrockowy, gitarzysta zespołu T.Love, operator filmowy (ur. 1963)[335]
- 6 grudnia
  - Stan Tracey – brytyjski pianista i kompozytor jazzowy (ur. 1926)[336]
- 8 grudnia
  - Sándor Szokolay – węgierski kompozytor (ur. 1931)[337]
- 9 grudnia
  - Barbara Hesse-Bukowska – polska pianistka, pedagog (ur. 1930)[338]
- 10 grudnia
  - Jim Hall – amerykański gitarzysta jazzowy[339]
- 11 grudnia
  - Gipo Farassino – włoski piosenkarz i kompozytor, przedstawiciel piosenki autorskiej, aktor, europoseł (1994–1999) (ur. 1934)[340]
- 12 grudnia
  - Zbigniew Karkowski – polski kompozytor i wykonawca muzyki współczesnej (ur. 1958)[341]
  - Maria Lidka – brytyjska skrzypaczka (ur. 1914)[342]
  - Rae Woodland – brytyjska śpiewaczka operowa, sopranistka (ur. 1922)[343]
- 16 grudnia
  - Ray Price – amerykański piosenkarz country, autor tekstów i gitarzysta (ur. 1926)[344]
- 19 grudnia
  - Herb Geller – amerykański saksofonista jazzowy, kompozytor, aranżer, bandleader (ur. 1928)[345]
- 20 grudnia
  - Nelly Omar – argentyńska piosenkarka i aktorka (ur. 1911)[346]
  - David Richards – brytyjski producent muzyczny (ur. 1956)[347]
- 23 grudnia
  - Yusef Lateef – amerykański multiinstrumentalista jazzowy, kompozytor i pedagog (ur. 1920)[348]
  - Ricky Lawson – amerykański muzyk sesyjny, perkusista, kompozytor, współzałożyciel grupy Yellowjackets, laureat Nagrody Grammy (ur. 1954)[349]
- 26 grudnia
  - Mártha Eggerth – węgierska śpiewaczka operowa, operetkowa i musicalowa (sopran koloraturowy), aktorka; żona Jana Kiepury (ur. 1912)[350]
- 28 grudnia
  - Sheila Guyse – amerykańska piosenkarka i aktorka (ur. 1925)[351]
  - Houston Wells – brytyjski piosenkarz country (ur. 1932)[352]
- 29 grudnia
  - Wojciech Kilar – polski pianista i kompozytor muzyki poważnej, twórca muzyki filmowej, dyrygent (ur. 1932)[353]
- 30 grudnia
  - Lakshmi Shankar – hinduska wokalistka (ur. 1926)[354]
  - Ibrahim Sylla – francuska czarnoskóra producentka muzyczna (ur. 1956)[355]
- 31 grudnia
  - Al Porcino – amerykański trębacz jazzowy (ur. 1925)[356]

## Albumy
- 1 stycznia – Spełnić marzenia – Teresa Werner
- 18 stycznia – Straight Out of Hell – Helloween[357]
- 21 stycznia – Let It All In – I Am Kloot[358]
- 5 lutego – Siła braci – Pectus[359]
- 26 lutego – Haos – O.S.T.R. / Hades[360]
- 4 marca – People, Hell and Angels – Jimi Hendrix[361]
- 8 marca – The Next Day – David Bowie[362]
- 19 marca – Miłości ślad – Eleni[363]
- 22 marca
  - The Unified Field – IAMX[364]
  - Native – OneRepublic[365]
- 13 maja – Calling Time – Basshunter[366]
- 13 maja – Demi – Demi Lovato[367]
- 20 maja – Trouble Will Find Me – The National[368]
- 21 maja – Duety – Liber[369]
- 27 maja – Once I Was an Eagle – Laura Marling[370]
- 28 maja
  - The Devil Put Dinosaurs Here – Alice in Chains[371]
  - Ma chérie – Mirosław Czyżykiewicz[372][373]
- 10 czerwca – Dva – Emika[374]
- 11 czerwca – Komponując siebie – Sylwia Grzeszczak[375]
- 30 lipca – All I Need – Margaret[376]
- 30 lipca – In a World Like This – Backstreet Boys[377]
- 16 sierpnia – Racine carrée – Stromae[378]
- 27 sierpnia – Przebudzenie – Harlem[379]
- 30 sierpnia – Yours Truly – Ariana Grande[380]
- 23 września – The Last Ship – Sting[381][382]
- 22 października – Marek Jackowski – Marek Jackowski[383]
- 29 października
  - Siesta 9: muzyka moich ulic – różni wykonawcy[384][385]
  - Złota kolekcja: Przeznaczenie / Droga – Harlem[386]
- 3 grudnia
  - Britney Jean – Britney Spears[387]
  - Diamenty – Psychocukier[388]
- 13 grudnia – Zmartwychwstanie – Róże Europy[389]

Inne albumy z 2013 r., dla których brak informacji o dokładnej dacie wydania:
- Gówno prawda – różni wykonawcy

## Muzyka poważna
- 25 stycznia
  - 100. rocznica urodzin Witolda Lutosławskiego[390]
- 14. Międzynarodowy Konkurs Pianistyczny im. Van Cliburna

## Opera
- 20 kwietnia – prapremiera opery Qudsja Zaher Pawła Szymańskiego[391]

## Musicale
- 25 września 2013, Lyttelton Theatre (Royal National Theatre), Londyn – premiera musicalu The Light Princess, napisanego przez Samuela Adamsona (scenariusz, teksty piosenek) i Tori Amos (muzyka, teksty piosenek), reżyserowanego przez Marianne Elliott[392][393].

## Filmy muzyczne
- 17 stycznia
  - Das Lied des Lebens – reżyseria: Irene Langemann[394]
- 13 września
  - Battle of the Year: The Dream Team – reżyseria Benson Lee[395]

## Nagrody
- 10 lutego – 55. gala rozdania nagród amerykańskiego przemysłu fonograficznego Grammy[396]
- 24 kwietnia – Fryderyki 2013[397]
- 1 października – Mateusze Trójki 2013[398]
  - Muzyka Rozrywkowa – Wydarzenie – L.U.C. i Motion Trio
  - Muzyka Rozrywkowa – Całokształt osiągnięć twórczych – Marcin Masecki
  - Muzyka Rozrywkowa – Debiut – Dawid Podsiadło
  - Muzyka Jazzowa – Wydarzenie – Beata Przybytek
  - Muzyka Jazzowa – Całokształt osiągnięć twórczych – Jarosław Śmietana
- 18 października – Grand Prix Jazz Melomani 2012, Łódź, Polska
- 30 października – ogłoszenie zwycięzcy Barclaycard Mercury Prize 2013 – James Blake za album Overgrown[399][400]